# Brandy & Mr. Whiskers
Brandy & Mr. Whiskers ist eine US-amerikanische Zeichentrickserie der Walt Disney Company aus dem Jahr 2004. Sie wurde von Russel Marcus erdacht und hat 39 Folgen.

## Inhalt
Das schöne, verwöhnte Schoßhündchen Brandy Harrington und das lustige, gesellige Häschen Mr. Whiskers fallen durch Zufall gemeinsam aus einem Flugzeug und landen im Amazonas. Nun sind die beiden völlig verschiedenen Persönlichkeiten aufeinander angewiesen. Brandy ist recht selbstverliebt und hasst es, wenn Mr. Whiskers sie bei einem Gespräch unterbricht.
Dabei freundet sich Brandy mit der Zeit mit der Schlange Lola Boa und der Grille Margo an, da sich alle drei gern über Mode unterhalten. Dabei werden sie oft von Mr. Whiskers gestört. Außerdem treten noch die Zwillingstukane Cheryl und Meryl, der Gecko Gaspar Le Gecko und der Flussotter Ed auf.

## Charaktere
- Brandy Harrington ist ein anthropomorphes Hundemädchen, das in Florida geboren wurde. In der Episode 14 stellt sich heraus, dass sie adoptiert wurde. Ihre Markenzeichen sind: Ihre dunkelgelbe Haut, ihre blauen Augen, ihr pinkes, bauchfreies T-Shirt mit kurzen Ärmeln, ihre rote Jeans und ihre lila Sandalen. In wenigen Episoden trägt sie sogar einen rosa Bikini.

- Mr. Whiskers (genannt auch Whiskers) ist ein naives, fürsorgliches Häschen. Seine meiste Zeit verbringt er mit Ed, dem Flussotter.

- Cheryl und Meryl sind zwei streitsüchtige, eineiige Zwillinge und gehören der Familie der Tukane an. Wenn Brandy und Mr. Whiskers in Not sind, stellen sie oft keine gute Hilfe dar.

- Ed ist ein melancholischer Flussotter, der sich an Mr. Whiskers Abenteuer nicht gewöhnen kann.

- Lola Boa ist eine besonnene Schlange. In ihrem Freundeskreis dient sie als die vernünftige Stimme.

- Margo ist eine hochnäsige Grille, die zu Brandy aufblickt.

- Gaspar Le Gecko ist ein hinterhältiger, gerissener Gecko. In der Serie tritt er als Diktator, Unternehmer oder auch als Generalmusikdirektor des Dschungels auf.

## Veröffentlichung
Die Serie wurde erstmals vom 21. August 2004 bis zum 25. August 2006 auf Disney Channel in den USA ausgestrahlt.
In Deutschland wurde die Serie auf dem Sender Super RTL und die Pay-TV-Sendern Toon Disney und Disney Channel gesendet. Bei letzterem erfolgte am 18. April 2005 die deutsche Erstausstrahlung.

## Synchronisation
| Rolle             | Englischer Sprecher        | Deutscher Sprecher              |
| ----------------- | -------------------------- | ------------------------------- |
| Brandy Harrington | Kaley Cuoco                | Bianca Krahl                    |
| Mr. Whiskers      | Charlie Adler Billy West   | Stefan Fredrich Michael Iwannek |
| Cheryl and Meryl  | Sherri Shepherd            | Tanja Geke                      |
| Lola Boa          | Alanna Ubach               | Melanie Hinze                   |
| Margo             | Jennifer Hale              | Uschi Hugo                      |
| Gaspar Le Gecko   | Andre Sogliuzzo Billy West | Stefan Gossler                  |